# فرودگاه منطقه‌ای شهرستان فرانکلین
فرودگاه منطقه‌ای شهرستان فرانکلین (به انگلیسی: Franklin County Regional Airport) یک فرودگاه است. این فرودگاه در کشور ایالات متحده آمریکا قرار دارد.